# Lichfield
Lichfield är en stad och civil parish i distriktet Lichfield i Staffordshire i England. Stadens folkmängd år 2008 uppskattades till 30 583 och distriktets folkmängd till 97 900. Staden har delvis fått sitt namn från den romerska byn Letocetum som var belägen fem kilometer söder om den nuvarande staden och innehöll ett fort. Lichfield ingår i Birminghams storstadsområde.
Lichfield är mest känt för två saker: sin domkyrka och vetenskapsmannen Erasmus Darwin, farfar till Charles Darwin.
Staden har varit säte för biskopen av Lichfield till och från under perioden mellan 669 och 1075 och har varit det sedan 1148. Från 786 till 803 var Lichfield ärkebiskopssäte. En minnesstaty över Edward John Smith, kaptenen på RMS Titanic, finns i staden.